# Andorno Micca
Andorno Micca est une commune italienne de la province de Biella, dans la région Piémont.

## Administration
| Période                                  | Période  | Identité        | Étiquette                         | Qualité |
| ---------------------------------------- | -------- | --------------- | --------------------------------- | ------- |
| 25-5-2014                                | en cours | Davide Crovella | lista civica Progetto per Andorno | maire   |
| Les données manquantes sont à compléter. |          |                 |                                   |         |

### Hameaux
Cerruti, Colma, Locato Sup., Locato Inf., Lorazzo Sup., Lorazzo Inf., Ravizza, San Giuseppe di Casto

### Communes limitrophes
Biella, Callabiana, Campiglia Cervo, Fontainemore, Gaby (Italie), Miagliano, Pettinengo, Piedicavallo, Rassa, Rosazza, Sagliano Micca, San Paolo Cervo, Selve Marcone, Tavigliano, Tollegno

## Personnalités liées
- Séverin Rappa (1866-1945), né à Andorno Cacciorna.